# Internazionali BNL d'Italia 2017
Internazionali BNL d'Italia 2017 (còn được biết đến với tên Giải Quần vợt Ý Mở rộng và Rome Masters 2017) là giải quần vợt chuyên nghiệp chơi trên sân đất tại Foro Italico ở Rome, Ý. Đây là lần thứ 74 tổ chức Giải Quần vợt Ý Mở rộng và được phân loại là một giải đấu thuộc ATP World Tour Masters 1000 trong ATP World Tour 2017 và giải đấu thuộc Premier 5 trong WTA Tour 2017. Giải này diễn ra từ ngày 15–21 tháng 5 năm 2017.

## Điểm và tiền thưởng

### Điểm
| Sự kiện | VĐ   | CK  | BK  | TK  | 1/16 | 1/32 | 1/64 | Q  | Q2 | Q1 |
| Đơn nam | 1000 | 600 | 360 | 180 | 90   | 45   | 10   | 25 | 16 | 0  |
| Đôi nam | 1000 | 600 | 360 | 180 | 90   | 0    | —    | —  | —  | —  |
| Đơn nữ  | 900  | 585 | 350 | 190 | 105  | 60   | 1    | 30 | 20 | 1  |
| Đôi nữ  | 900  | 585 | 350 | 190 | 105  | 1    | —    | —  | —  | —  |

### Tiền thưởng
| Sự kiện | VĐ       | CK       | BK       | TK       | 1/16    | 1/32    | 1/64    | Q2     | Q1     |
| Đơn nam | €820,035 | €402,080 | €202,365 | €102,900 | €53,435 | €28,170 | €15,210 | €3,505 | €1,785 |
| Đơn nữ  | €461,355 | €230,565 | €115,170 | €53,055  | €26,302 | €13,501 | €6,939  | €3,860 | €1,987 |
| Đôi nam | €253,950 | €124,330 | €62,360  | €32,010  | €16,550 | €8,730  | —       | —      | —      |
| Đôi nữ  | €132,074 | €66,710  | €33,020  | €16,620  | €8,395  | €4,160  | —       | —      | —      |

## Vận động viên ATP

### Đơn

#### Hạt giống
| Quốc gia | Tay vợt              | Xếp hạng1 | Hạt giống |
| -------- | -------------------- | --------- | --------- |
| GBR      | Andy Murray          | 1         | 1         |
| SRB      | Novak Djokovic       | 2         | 2         |
| SUI      | Stan Wawrinka        | 3         | 3         |
| ESP      | Rafael Nadal         | 5         | 4         |
| CAN      | Milos Raonic         | 6         | 5         |
| CRO      | Marin Čilić          | 7         | 6         |
| JPN      | Kei Nishikori        | 8         | 7         |
| AUT      | Dominic Thiem        | 9         | 8         |
| BEL      | David Goffin         | 10        | 9         |
| BUL      | Grigor Dimitrov      | 12        | 10        |
| FRA      | Lucas Pouille        | 13        | 11        |
| CZE      | Tomáš Berdych        | 14        | 12        |
| Hoa Kỳ   | Jack Sock            | 15        | 13        |
| ESP      | Albert Ramos Viñolas | 17        | 14        |
| ESP      | Pablo Carreño Busta  | 18        | 15        |
| GER      | Alexander Zverev     | 19        | 16        |

- Bảng xếp hạng được biết vào ngày 8 tháng 5 năm 2017.

#### Vận động viên khác
Đặc cách:
- Matteo Berrettini
- Gianluca Mager
- Stefano Napolitano
- Andreas Seppi

Vượt qua qua vòng loại:
- Nicolás Almagro
- Kevin Anderson
- Aljaž Bedene
- Carlos Berlocq
- Adrian Mannarino
- Thiago Monteiro
- Jan-Lennard Struff

Thua cuộc may mắn:
- Thomaz Bellucci
- Jared Donaldson

#### Bỏ cuộc
Trước giải đấu
- Marcos Baghdatis →thay thế bởi  Jared Donaldson
- Roger Federer →thay thế bởi  Dan Evans
- Richard Gasquet →thay thế bởi  Florian Mayer
- Steve Johnson →thay thế bởi  Kyle Edmund
- Philipp Kohlschreiber →thay thế bởi  Thomaz Bellucci
- Paolo Lorenzi →thay thế bởi  Nicolas Mahut
- Gaël Monfils →thay thế bởi  Robin Haase
- Gilles Müller →thay thế bởi  Ryan Harrison
- Jo-Wilfried Tsonga →thay thế bởi  Jiří Veselý

### Đôi

#### Hạt giống
| Quốc gia | Tay vợt               | Quốc gia | Tay vợt           | Xếp hạng1 | Hạt giống |
| -------- | --------------------- | -------- | ----------------- | --------- | --------- |
| FIN      | Henri Kontinen        | AUS      | John Peers        | 3         | 1         |
| Hoa Kỳ   | Bob Bryan             | Hoa Kỳ   | Mike Bryan        | 6         | 2         |
| GBR      | Jamie Murray          | BRA      | Bruno Soares      | 15        | 3         |
| FRA      | Pierre-Hugues Herbert | FRA      | Nicolas Mahut     | 17        | 4         |
| POL      | Łukasz Kubot          | BRA      | Marcelo Melo      | 17        | 5         |
| RSA      | Raven Klaasen         | Hoa Kỳ   | Rajeev Ram        | 21        | 6         |
| ESP      | Feliciano López       | ESP      | Marc López        | 28        | 7         |
| CRO      | Ivan Dodig            | ESP      | Marcel Granollers | 30        | 8         |

- Bảng xếp hạng vào ngày 8 tháng 5 năm 2017.

#### Vận động viên khác
Đặc cách:
- Simone Bolelli /  Andreas Seppi
- Federico Gaio /  Stefano Napolitano

## Vận động viên của WTA

### Đơn

#### Hạt giống
| Quốc gia | Tay vợt                  | Xếp hạng1 | Hạt giống |
| -------- | ------------------------ | --------- | --------- |
| GER      | Angelique Kerber         | 2         | 1         |
| CZE      | Karolína Plíšková        | 3         | 2         |
| ESP      | Garbiñe Muguruza         | 4         | 3         |
| SVK      | Dominika Cibulková       | 5         | 4         |
| GBR      | Johanna Konta            | 6         | 5         |
| ROU      | Simona Halep             | 7         | 6         |
| RUS      | Svetlana Kuznetsova      | 9         | 7         |
| DEN      | Caroline Wozniacki       | 10        | 8         |
| Hoa Kỳ   | Venus Williams           | 11        | 9         |
| UKR      | Elina Svitolina          | 12        | 10        |
| Hoa Kỳ   | Madison Keys             | 13        | 11        |
| RUS      | Elena Vesnina            | 14        | 12        |
| RUS      | Anastasia Pavlyuchenkova | 16        | 13        |
| FRA      | Kristina Mladenovic      | 17        | 14        |
| CZE      | Barbora Strýcová         | 18        | 15        |
| NED      | Kiki Bertens             | 19        | 16        |

- Bảng xếp hạng vào ngày 8 tháng 5 năm 2017.

#### Vận động viên khác
Đặc cách:
- Deborah Chiesa
- Sara Errani
- Maria Sharapova

Vượt qua vòng loại:
- Mona Barthel
- Catherine Bellis
- Daria Gavrilova
- Anett Kontaveit
- Jeļena Ostapenko
- Andrea Petkovic
- Donna Vekić
- Wang Qiang

#### Bỏ cuộc
Trước giải đấu
- Ana Konjuh →thay thế bởi  Yaroslava Shvedova
- Agnieszka Radwańska →thay thế bởi  Monica Niculescu
- Coco Vandeweghe →thay thế bởi  Misaki Doi
- Caroline Wozniacki →thay thế bởi  Naomi Osaka

### Đôi

#### Hạt giống
| Quốc gia | Tay vợt               | Quốc gia | Tay vợt            | Xếp hạng1 | Hạt giống |
| -------- | --------------------- | -------- | ------------------ | --------- | --------- |
| Hoa Kỳ   | Bethanie Mattek-Sands | CZE      | Lucie Šafářová     | 3         | 1         |
| RUS      | Ekaterina Makarova    | RUS      | Elena Vesnina      | 6         | 2         |
| TPE      | Chiêm Vịnh Nhiên      | SUI      | Martina Hingis     | 19        | 3         |
| IND      | Sania Mirza           | KAZ      | Yaroslava Shvedova | 20        | 4         |
| HUN      | Tímea Babos           | CZE      | Andrea Hlaváčková  | 23        | 5         |
| Hoa Kỳ   | Abigail Spears        | SLO      | Katarina Srebotnik | 40        | 6         |
| CAN      | Gabriela Dabrowski    | CHN      | Xu Yifan           | 44        | 7         |
| TPE      | Chiêm Hạo Tình        | LAT      | Jeļena Ostapenko   | 50        | 8         |

- Bảng xếp hạng vào ngày 8 tháng 5 năm 2017.

#### Vận động viên khác
Đặc cách:
- Deborah Chiesa /  Stefania Rubini
- Sara Errani /  Martina Trevisan
- Jelena Janković /  Andrea Petkovic

## Nhà vô địch

### Đơn nam
- Alexander Zverev đánh bại  Novak Djokovic 6–4, 6–3

### Đơn nữ
- Elina Svitolina đánh bại  Simona Halep, 4–6, 7–5, 6–1

### Đôi nam
- Pierre-Hugues Herbert /  Nicolas Mahut đánh bại  Ivan Dodig /  Marcel Granollers, 4–6, 6–4, [10–3]

### Đôi nữ
- Chiêm Vịnh Nhiên /  Martina Hingis đánh bại  Ekaterina Makarova /  Elena Vesnina, 7–5, 7–6(7–4)